# Reporting financier aux États-Unis
Un reporting financier aux États-Unis (compte rendu) est le document ou l'opération consistant, pour une entreprise, à faire un rapport financier de son activité en fonction des normes en cours aux États-Unis.

## Cadre réglementaire
Les États-Unis sont une fédération de cinquante États dont chacun dispose d’un corps législatif propre avec un pouvoir de contrôle sur l’activité des entreprises et sur la fiscalité. C’est la crise de 1929 qui, en montrant les insuffisances des informations présentées par les sociétés, a sensibilisé le gouvernement et la profession comptable à l’intérêt et à l’urgence d’un perfectionnement de la pratique comptable.
La Securities Act en 1933 et la Securities Exchange Act en 1934 amènent une première réponse notamment par la création de la Securities and Exchange Commission (SEC) pour s’assurer que les investisseurs disposent des informations nécessaires à une prise de décision pertinente.
Cependant seule une minorité des entreprises américaines est enregistrée à la SEC et doit donc respecter les obligations de publier annuellement et d’établir ses comptes dans le respect des standards US-GAAP (generally accepted accounting principles).
La SEC limite ses fonctions à un rôle de superviseur en déléguant le pouvoir réglementaire à la profession comptable via le FASB. En cas de conflit entre ces deux instances (cas très rare dans l’Histoire), il y a généralement consensus mais la décision revient toujours à la SEC.
Le Congrès américain n’intervient que très rarement dans la normalisation comptable, il suit le gouvernement en laissant l’initiative à la SEC.

## Les normalisateurs
L’AICPA a créé plusieurs organismes successifs chargés du développement des normes (standards) comptables. Le Commitee on Accounting Procedures (1938-1959) dont les travaux et avis furent publiés sous la forme d’Accounting Research Bulletins, une cinquantaine au total. L’Accounting Principles Board prend, en 1959, le relais du CAP et aura pour rôle, jusqu’en 1971, d’énoncer un ensemble de principes cohérents ; ses études prirent la forme d’Accounting Research Studies. Sa publication la plus importante, l’APB Statement 4, s’intitule Basic Concepts Underlying Corporate Financial Statements, document dans lequel est proposé un inventaire assez exhaustif des principes comptables.

### Financial Accounting Standards Board
Le Financial Accounting Standards Board (FASB) est le principal des trois organes du dispositif de normalisation américain ; les deux autres sont la Financial Accounting Foundation (FAF) et le Financial Accounting Standards Advisory Council (FASAC).
La FAF est financée par plusieurs organisations professionnelles représentant les producteurs et les utilisateurs d’informations comptables. La FAF finance le FASAC et le FASB, et désigne leurs membres, au moins 20 pour le FASAC, 7 pour le FASB. C’est au FASB que revient l’établissement des normes comptables ; la FASAC se bornant à le conseiller quant à la nature et à l’urgence des problèmes à traiter.

### Établissement des normes
Les différentes normes préparées par le FASB sont mûries selon une procédure rituelle qui, justement, est censée permettre aux différentes parties concernées qui en ont les moyens de se manifester ; il s’agit d’une procédure politique de recherche d’adhésion.
- Désignation d’un groupe d’experts pour rédiger un mémorandum sur le problème qui appelle une norme et expose les solutions possibles.
- Diffusion et mise à disposition pendant 60 jours.
- Audition par les membres du FASB des représentants des organisations concernées.
- Élaboration d’une proposition (exposure-draft) et sa diffusion.

À l’issue de cette procédure sociale de maturation, le projet est accepté, amendé ou rejeté ; dans cette dernière hypothèse, l’élaboration de la norme peut être abandonnée ou simplement retardée.

## Le cadre conceptuel
De nombreuses tentatives faites de 1930 à 1972 pour recenser, énoncer et classer les principes fondamentaux de la comptabilité allaient surtout révéler qu’ils pouvaient conduire à des normes d’applications contradictoires. D’où la nécessité d’une théorie normative ce qu’il est convenu d’appeler un cadre conceptuel (Conceptual Framework).
C’est le FASB qui fut chargé de mener ces études (Statements On Financial Accounting Concepts)
- Description des objectifs fondamentaux du Reporting financier
- Définition de la qualité de l’information financière (Pertinence et Fiabilité)
- Définition des principaux concepts comptables (Actifs, dettes, capitaux propres etc.)
- Définition des critères de prise en compte et d’évaluation des informations apparaissant dans les États Financiers

## Contenu des comptes annuels
1. L'état de situation financière ou bilan (Statement of Financial Position ou Balance Sheet)
2. L'état du résultat global ou compte de résultat (Statement of Comprehensive Income ou Profit and Loss statement ou "P&L" ou Income Statement)
3. L'état des variations de capitaux propres (Statement of Changes in Equity)
4. Le tableau de flux de trésorerie (Statement of cash flows),
5. Les notes ou l'annexe (Notes to the Financial Statements): un résumé des principales méthodes comptables et une description plus détaillée de chaque article des balance sheet, income statement et cash flow statement.
6. Le rapport de gestion (management discussion and analysis ou MD&A), obligatoire pour les sociétés cotées. Il doit présenter (1) le résultat opérationnel, et les évolutions des ventes et des dépenses; (2) les capitaux propres et la trésorerie, et les évolutions de cash flows; (3) les perspectives générales basées sur les tendances connues.

## Règles d'évaluation

### Évaluation des immobilisations corporelles.
Les actifs sont évalués à leurs coûts historiques et amortis sur leur durée de vie réelle (useful lives).

### Évaluation des biens en crédit-bail (leases)
Activation des biens et montant des redevances porté au passif. Une provision pour dépréciation peut être passée si la valeur actuelle est inférieure au cout d’acquisition (impairment test).

### Évaluation des immobilisations incorporelles
Les actifs sont évalués à leurs coûts historiques et amortis sur leur durée de vie réelle (useful lives). Des règles spécifiques sont émises pour les frais de recherche et développement, pour les logiciels etc.

### Évaluations des immobilisations financières
Ces actifs sont classés en trois classes selon les intentions de la direction. Les titres de participation (held-to-maturity), activés à leur valeur d’acquisition et amortis. Les titres immobilisés pour l’activité de portefeuille (trading), sont évalués à leur juste valeur. Les valeurs mobilières de placement (available-for-sale) sont évaluées à leur juste valeur.

### Inventaires
Utilisation de la méthode LIFO (last-in-first-out).

## Consolidation

### Notion de groupe
Un groupe d’entreprises est composé d’une société mère et de plusieurs filiales. Il se caractérise donc par l’existence de participations en capital entre les sociétés qui en font partie.
Les US-GAAP établissent une claire présomption en faveur de la présentation de comptes consolidés dès lors qu’une entreprise détient directement et ou indirectement des intérêts dans d’autres entreprises, la difficulté étant de définir le périmètre de consolidation des sociétés à consolider, celles-ci ayant parfois des formes juridiques diverses.

### Traitement du goodwill
On appelle écart d’acquisition la différence entre la "juste valeur" d'une entreprise - acquise - et la valeur comptable des actifs et passifs qui la composent. Le goodwill représente la valeur de l'entreprise qui n'est pas reconnue par les principes comptables traditionnels (de prudence et de coût historique, principalement): le capital immatériel, le capital humain, le fonds de commerce.
Jusqu'en 2001 (aux États-Unis) et 2005 (normes IFRS), le goodwill pouvait être amorti sur une durée pouvant aller jusqu'à 40 ans. Depuis 2001, aux États-Unis (nouvelles normes FAS 141 et 142) et 2005 en Europe ((IFRS 3), le goodwill n'est plus amortissable, dans les comptes consolidés, mais doit au contraire faire l'objet d'un test de dépréciation (impairment test). Le test de valeur annuel auquel doit être soumis le goodwill doit se faire dans le cadre d'unités génératrices de trésorerie (UGT) car le goodwill, en tant qu'actif incorporel, ne peut être testé indépendamment du groupe d'actifs dont il fait partie. Selon la norme IAS 36, les dépréciations du goodwill sont irréversibles et ne peuvent par conséquent faire l'objet d'une reprise ultérieure.

## Audit
Le rapport des auditeurs (Report of independent auditors) est une source d’information importante pour les utilisateurs de l’information financière. Une différence importante avec les Auditeurs Anglais ou Continentaux (Fra, All) réside dans le terme « juste » (fairly), les auditeurs s’engagent à certifier des comptes justes alors que les européens insistent sur une image fidèle de la société ou du groupe (true and fair view).
En 2002, le congrès en votant la Sarbanes-Oxley Act (SOX), a augmenté la responsabilité des auditeurs, notamment par l’obligation de certification de la fiabilité des états financiers. Depuis 2003, c’est la Public Company Accounting Oversight Board qui fixe les normes d’audit à la place de l’AICPA tenant ce rôle depuis 60 ans.

## Différences avec les normes IFRS

### Différence de nature de normalisation
Un nombre important de groupes publie leurs comptes consolidés selon les US-GAAP ou les IAS/IFRS, les divergences entre ces deux systèmes sont donc importantes du point de vue de la comptabilité des états financiers. Cela dit, ces deux systèmes partagent le même cadre conceptuel, et ont des définitions communes pour les objectifs des états financiers ainsi que pour les principaux principes comptables.
La différence fondamentale réside dans la nature de la normalisation, par la règle pour le FASB, par les principes pour l’IASB.

### Quelques correspondances entre US-GAAP et IAS/IFRS
| Module                                                              | Numéro   | Date          | IAS correspondante                    |
| ------------------------------------------------------------------- | -------- | ------------- | ------------------------------------- |
| Accounting for Research and Development Costs                       | SFAS 2   | Octobre 1974  |                                       |
| Accounting for Leases                                               | SFAS 13  | Novembre 1976 | IAS 17                                |
| Related Party Disclosures                                           | SFAS 57  | Mars 1982     | IAS 24, parties liées                 |
| Disclosures about Segments of an Enterprise and Related Information | SFAS 131 | Juin 1997     | IAS 14, information sectorielle       |
| Business combinations                                               | SFAS 141 | juin 2001     | IAS 3, regroupement d'entreprises     |
| Goodwill and other intangible assets                                | SFAS 142 | juin 2001     | IAS 38, immobilisations incorporelles |
| Accounting for Asset Retirement Obligations                         | SFAS 143 | juin 2001     | IAS 3, regroupement d'entreprises     |